# Bengaliinae

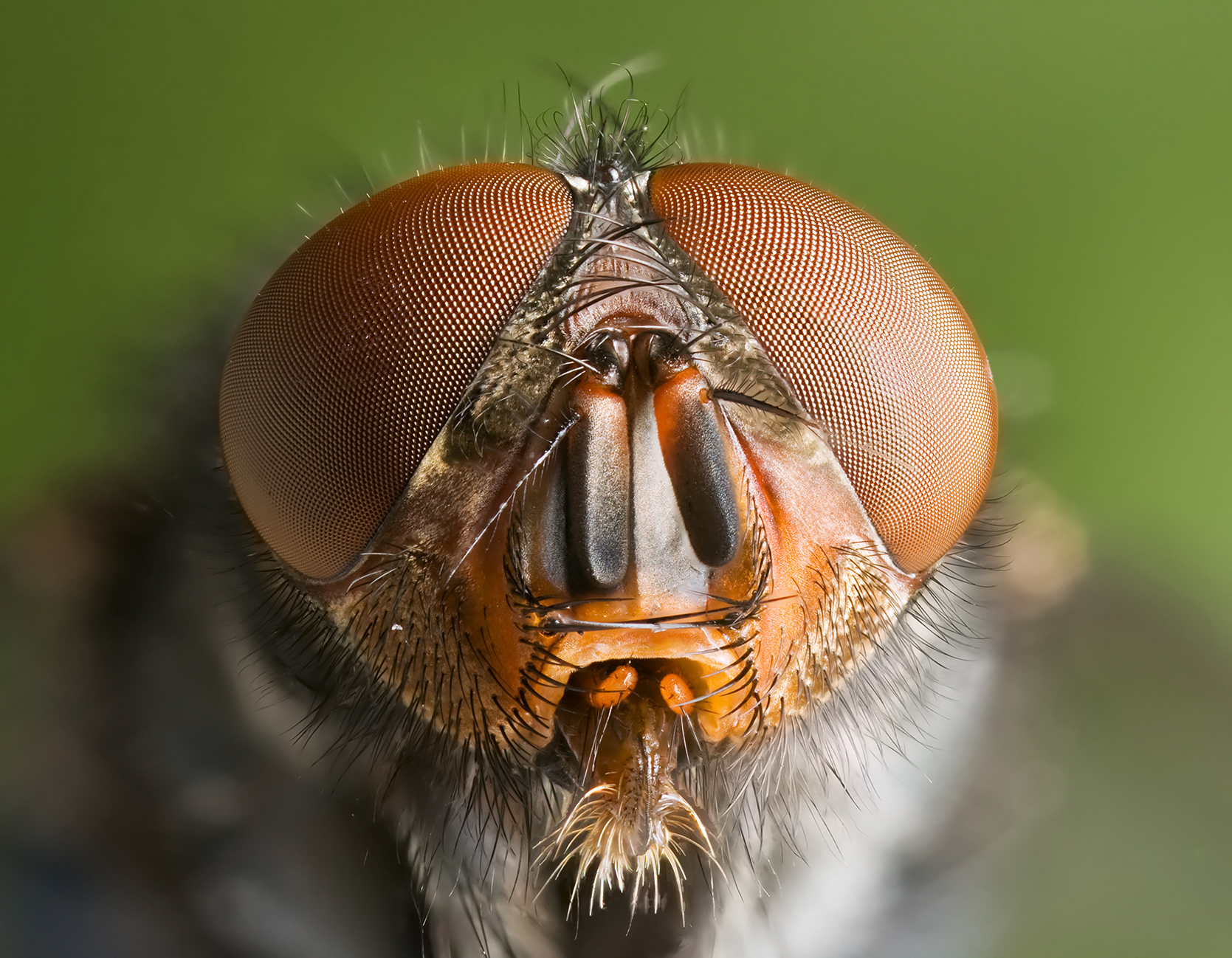
Calliphora vomitoria

Bengaliinae sau Calliphorinae este o subfamilie de muște din familia Calliphoridae.

## B. Subfamilia Bengaliinae Lehrer, 1970

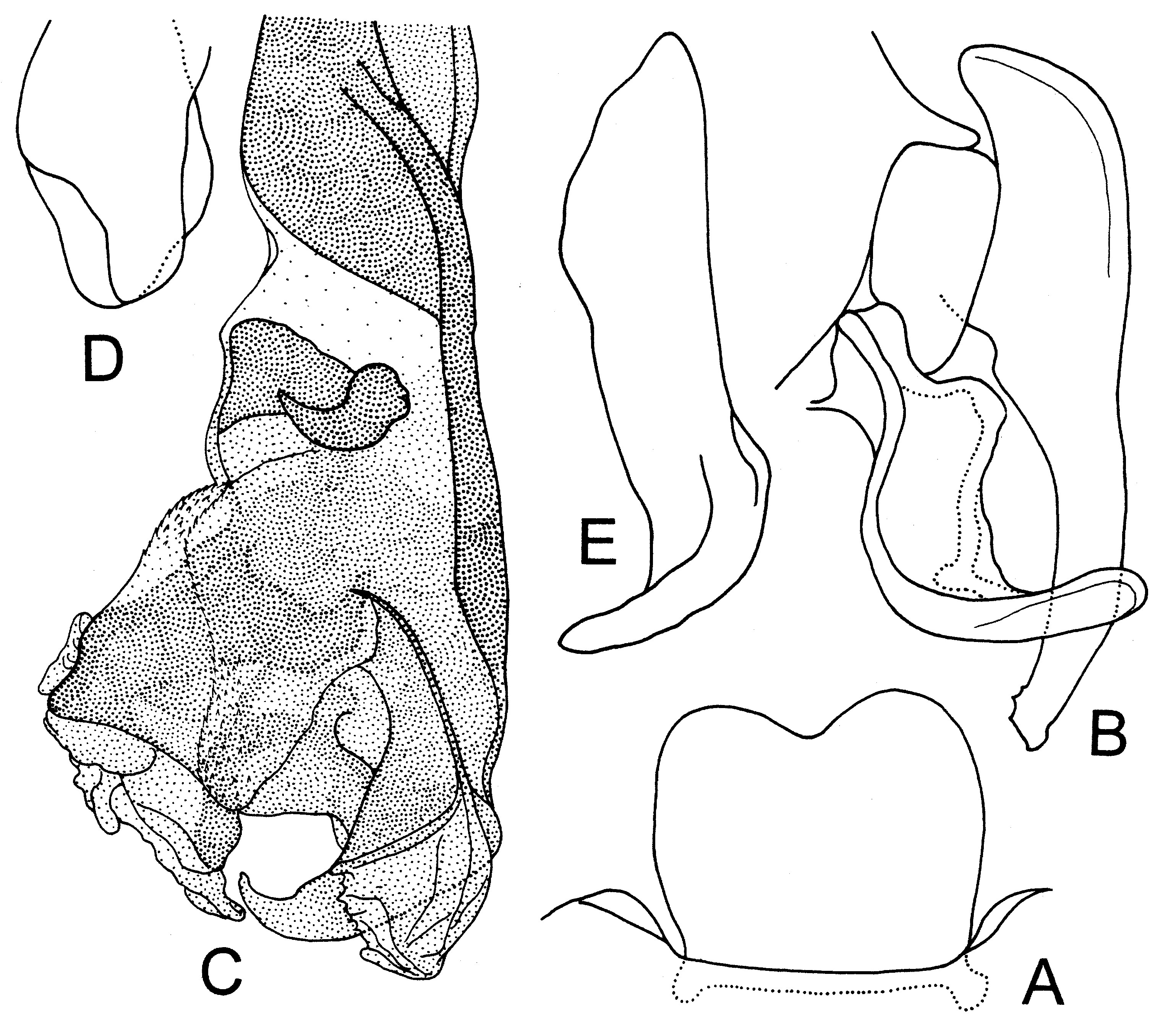
Genitalia speciei Bengalia fernandiella Lhrr. 2005

Conform Lehrer, 1970, în afară de caracterele generale ale familiei, subfamilia Bengaliinae se caracterizează prin marea ampulă subalară ascuțită în partea sa inferioară, prin absența macrocheților discali pe tergitul V preabdominal și prin structura deosebită a genitaliei mascule. Paralobii sunt curbați îndărăt; distifalusul este mai mult sau mai puțin globulos, puțin alungit și prevăzut cu apofize aterale scurte, sub formă de aripi, care se curbează înainte.
Până acum, nu se cunoaște decât un singur gen, Bengalia Robineau-Desvoidy 1830 cu zece specii, răspândite în sud-estul Asiei.

## Genuri (selectiv)
- Acronesia
- Acrophaga
- Aldrichina
- Bellardia
- Bengalia
- Calliphora
- Cynomya
- Cyanus
- Eucalliphora
- Melinda
- Onesia
- Phaenicia
- Verticia